# Peter Sprengel
Peter Sprengel (* 3. November 1949 in Berlin) ist ein deutscher Germanist. Bekannt wurde er als Autor von zwei Standardwerken zur deutschsprachigen Literatur von 1870 bis 1918.

## Leben und Wirken
Sprengel studierte Germanistik und Gräzistik in Hamburg und Tübingen. 1976 wurde er an der Universität Hamburg bei Karl Robert Mandelkow mit der Dissertation Soziologische Aspekte der Innerlichkeit bei Jean Paul (als Buch 1977, siehe Werke) promoviert. 1981 habilitierte er sich für das Fach Deutsche Philologie mit Die Wirklichkeit der Mythen. Untersuchungen zum Werk Gerhart Hauptmanns aufgrund des handschriftlichen Nachlasses. Von 1976 bis 1982 arbeitete Sprengel als wissenschaftlicher Assistent an der Technischen Universität Berlin und war darauf Heisenberg-Stipendiat. Berufungen als Hochschullehrer führten Sprengel 1986 an die Universität Erlangen und 1989 an die Universität Kiel. Von 1990 bis zu seiner Emeritierung 2016 lehrte er als ordentlicher Professor an der Freien Universität Berlin Deutsche Literatur des 18. bis 20. Jahrhunderts.

## Ehrungen
- Tim Lörke, Robert Walter-Jochum und Gregor Streim (Hrsg.): Von den Rändern zur Moderne. Studien zur deutschsprachigen Literatur zwischen Jahrhundertwende und Zweitem Weltkrieg. Festschrift für Peter Sprengel zum 65. Geburtstag. Königshausen und Neumann, Würzburg 2014. ISBN 978-3-8260-5484-6.

## Werke
- Innerlichkeit. Jean Paul oder Das Leiden an der Gesellschaft. München und Wien 1977.
- Jean Paul im Urteil seiner Kritiker. Dokumente zur Wirkungsgeschichte Jean Pauls in Deutschland. Beck, München 1980, ISBN 3-406-07297-6
- Die Wirklichkeit der Mythen. Untersuchungen zum Werk Gerhart Hauptmanns aufgrund des handschriftlichen Nachlasses. Berlin 1982 (Veröffentlichungen der Gerhart-Hauptmann-Gesellschaft e. V. 2)
- Gerhart Hauptmann. Epoche – Werk – Wirkung. München 1984.
- Die inszenierte Nation. Deutsche Festspiele 1813–1913. Mit ausgewählten Texten. Tübingen 1991, ISBN 3-7720-1855-6
- Literatur im Kaiserreich. Studien zur Moderne. Berlin 1993, ISBN 3-503-03064-6.
- Scheunenviertel-Theater. Jüdische Schauspieltruppen und jiddische Dramatik in Berlin (1900–1918). Berlin 1995.
- Populäres jüdisches Theater in Berlin von 1877 bis 1933. Berlin 1997.
- Darwin in der Poesie. Spuren der Evolutionslehre in der deutschsprachigen Literatur des 19. und 20. Jahrhunderts. Würzburg 1998, ISBN 3-8260-1408-1.
- Geschichte der deutschsprachigen Literatur 1870–1900. Von der Reichsgründung bis zur Jahrhundertwende. München 1998, ISBN 3-406-44104-1.
- Von Luther zu Bismarck. Kulturkampf und nationale Identität bei Theodor Fontane, Conrad Ferdinand Meyer und Gerhart Hauptmann. Bielefeld 1999, ISBN 3-89528-236-7.
- Geschichte der deutschsprachigen Literatur 1900–1918. Von der Jahrhundertwende bis zum Ende des Ersten Weltkriegs. München 2004, ISBN 3-406-52178-9.
- Der Dichter stand auf hoher Küste. Gerhart Hauptmann im Dritten Reich. Berlin 2009, ISBN 978-3-549-07311-7.
- Gerhart Hauptmann: Bürgerlichkeit und großer Traum. München 2012, ISBN 978-3-406-64045-2.
- Rudolf Borchardt. Der Herr der Worte. C.H. Beck, München 2015, ISBN 978-3-406-68207-0.
- Geschichte der deutschsprachigen Literatur 1830–1870. Vormärz–Nachmärz, C.H. Beck, München 2020, ISBN  978-3-406-00729-3.
- Karl August Varnhagen von Ense und Charlotte Williams Wynn. Eine deutsch-englische Briefliebe um 1850, Göttingen 2022, ISBN 978-3-8353-5184-4
- Wer schrieb 'Die wandernde Barrikade'? Heinrich Loose – Edmund Märklin – Ludwig Pfau – Johannes Scherr und die südwestdeutsche Revolution 1849. Mit Textedition und Dokumenten, Bielefeld 2022, ISBN 978-3-8498-1829-6
- Romantische Intellektualität und Ich-Krise. Nikolaus Harscher im Varnhagen-Kreis. Mit Briefedition, Göttingen 2023, ISBN 978-3-8353-5295-7